# Europese kampioenschappen indooratletiek 2013
De Europese kampioenschappen indooratletiek 2013 werden van 1 tot en met 3 maart 2013 gehouden in het Scandinavium in Göteborg, Zweden.

## Medailles

### Mannen
| Onderdeel            | Goud                                                                           | Goud    | Zilver                                                                           | Zilver  | Brons                                                        | Brons   |
| -------------------- | ------------------------------------------------------------------------------ | ------- | -------------------------------------------------------------------------------- | ------- | ------------------------------------------------------------ | ------- |
| 60 m                 | Jimmy Vicaut Frankrijk                                                         | 6,48    | James Dasaolu Verenigd Koninkrijk                                                | 6,48    | Michael Tumi Italië                                          | 6,52    |
| 400 m                | Pavel Maslák Tsjechië                                                          | 45,66   | Nigel Levine Verenigd Koninkrijk                                                 | 46,21   | Volodymyr Boerakov Oekraïne                                  | 46,79   |
| 800 m                | Adam Kszczot Polen                                                             | 1.48,69 | Kevin López Spanje                                                               | 1.49,31 | Mukhtar Mohammed Verenigd Koninkrijk                         | 1.49,60 |
| 1500 m               | Mahiedine Mekhissi-Benabbad Frankrijk                                          | 3.37,17 | İlham Tanui Özbilen Turkije                                                      | 3.37,22 | Simon Denissel Frankrijk                                     | 3.37,70 |
| 3000 m               | Hayle İbrahimov Azerbeidzjan                                                   | 7.49,74 | Juan Carlos Higuero Spanje                                                       | 7.50,26 | Ciarán Ó Lionáird Ierland                                    | 7.50,40 |
| 60 m horden          | Sergej Sjoebenkov Rusland                                                      | 7,49    | Paolo dal Molin Italië                                                           | 7,51    | Pascal Martinot-Lagarde Frankrijk                            | 7,53    |
| 4×400 m              | Verenigd Koninkrijk Michael Bingham Richard Buck Nigel Levine Richard Strachan | 3.05,78 | Rusland Pavel Trenichin Joeri Trambovetski Konstantin Svetsjkar Vladimir Krasnov | 3.06,96 | Tsjechië Daniel Němeček Josef Prorok Petr Lichý Pavel Maslák | 3.07,53 |
| Verspringen          | Aleksandr Menkov Rusland                                                       | 8,31 m  | Michel Tornéus Zweden                                                            | 8,28 m  | Christian Reif Duitsland                                     | 8,07 m  |
| Hink-stap-springen   | Daniele Greco Italië                                                           | 17,70 m | Roeslan Samitov Rusland                                                          | 17,30 m | Aleksej Fjodorov Rusland                                     | 17,12 m |
| Hoogspringen         | Sergej Moedrov Rusland                                                         | 2,35 m  | Aleksej Dmitrik Rusland                                                          | 2,33 m  | Jaroslav Bába Tsjechië                                       | 2,31 m  |
| Polsstokhoogspringen | Renaud Lavillenie Frankrijk                                                    | 6,01 m  | Björn Otto Duitsland                                                             | 5,76 m  | Malte Mohr Duitsland                                         | 5,76 m  |
| Kogelstoten          | Asmir Kolašinac Servië                                                         | 20,62 m | Hamza Alić Bosnië en Herzegovina                                                 | 20,34 m | Ladislav Prášil Tsjechië                                     | 20,29 m |
| Zevenkamp            | Eelco Sintnicolaas Nederland                                                   | 6372    | Kévin Mayer Frankrijk                                                            | 6297    | Mihail Dudaš Servië                                          | 6099    |

### Vrouwen
| Onderdeel            | Goud                                                                               | Goud    | Zilver                                                                         | Zilver  | Brons                                                                  | Brons   |
| -------------------- | ---------------------------------------------------------------------------------- | ------- | ------------------------------------------------------------------------------ | ------- | ---------------------------------------------------------------------- | ------- |
| 60 m                 | Marija Rjemjen Oekraïne                                                            | 7,10    | Myriam Soumaré Frankrijk                                                       | 7,11    | Ivet Lalova Bulgarije                                                  | 7,12    |
| 400 m                | Perri Shakes-Drayton Verenigd Koninkrijk                                           | 50,85   | Eilidh Child Verenigd Koninkrijk                                               | 51,45   | Moa Hjelmer Zweden                                                     | 52,04   |
| 800 m                | Nataliya Lupu Oekraïne                                                             | 2.00,26 | Jelena Kotoelskaja Rusland                                                     | 2.00,98 | Marina Arzamasova Wit-Rusland                                          | 2.01,21 |
| 1500 m               | Abeba Aregawi Zweden                                                               | 4.04,47 | Isabel Macías Spanje                                                           | 4.14,19 | Katarzyna Broniatowska Polen                                           | 4.14,30 |
| 3000 m               | Sara Moreira Portugal                                                              | 8.58,50 | Corinna Harrer Duitsland                                                       | 9.00,50 | Fionnuala Britton Ierland                                              | 9.00,54 |
| 60 m horden          | Nevin Yanıt Turkije                                                                | 7,89    | Alina Talay Wit-Rusland                                                        | 7,94    | Veronica Borsi Italië                                                  | 7,94    |
| 4×400 m              | Verenigd Koninkrijk Eilidh Child Shana Cox Christine Ohuruogu Perri Shakes-Drayton | 3.27,56 | Rusland Olga Tovarnova Tatjana Vesjkoerova Nadezjda Kotljarova Ksenia Zadorina | 3.28,18 | Tsjechië Denisa Rosolová Jitka Bartonicková Lenka Masná Zuzana Hejnová | 3.28,49 |
| Verspringen          | Darja Klisjina Rusland                                                             | 7,01 m  | Éloyse Lesueur Frankrijk                                                       | 6,90 m  | Erica Jarder Zweden                                                    | 6,71 m  |
| Hink-stap-springen   | Olha Saladoecha Oekraïne                                                           | 14,88 m | Irina Goemenjoek Rusland                                                       | 14,30 m | Simona La Mantia Italië                                                | 14,26 m |
| Hoogspringen         | Ruth Beitia Spanje                                                                 | 1,99 m  | Ebba Jungmark Zweden                                                           | 1,96 m  | Emma Green Tregaro Zweden                                              | 1,96 m  |
| Polsstokhoogspringen | Holly Bleasdale Verenigd Koninkrijk                                                | 4,67 m  | Anna Rogowska Polen                                                            | 4,67 m  | Anzjelika Sidorova Rusland                                             | 4,62 m  |
| Kogelstoten          | Christina Schwanitz Duitsland                                                      | 19,25 m | Jevgenia Kolodko Rusland                                                       | 19,04 m | Alena Kopets Wit-Rusland                                               | 18,85 m |
| Vijfkamp             | Antoinette Nana Djimou Frankrijk                                                   | 4666    | Jana Maksimava Wit-Rusland                                                     | 4658    | Hanna Melnytsjenko Oekraïne                                            | 4608    |

## Medailleklassement
| Plaats | Land                  | Goud | Zilver | Brons | Totaal |
| 1      | Rusland               | 4    | 7      | 2     | 13     |
| 2      | Frankrijk             | 4    | 3      | 2     | 9      |
| 3      | Verenigd Koninkrijk   | 4    | 3      | 1     | 8      |
| 4      | Oekraïne              | 3    | 0      | 2     | 5      |
| 5      | Spanje                | 1    | 3      | 0     | 4      |
| 6      | Zweden                | 1    | 2      | 3     | 6      |
| 7      | Duitsland             | 1    | 2      | 2     | 5      |
| 8      | Italië                | 1    | 1      | 3     | 5      |
| 9      | Polen                 | 1    | 1      | 1     | 3      |
| 10     | Turkije               | 1    | 1      | 0     | 2      |
| 11     | Tsjechië              | 1    | 0      | 4     | 5      |
| 12     | Servië                | 1    | 0      | 1     | 2      |
| 13     | Azerbeidzjan          | 1    | 0      | 0     | 1      |
| 13     | Nederland             | 1    | 0      | 0     | 1      |
| 13     | Portugal              | 1    | 0      | 0     | 1      |
| 16     | Wit-Rusland           | 0    | 2      | 2     | 4      |
| 17     | Bosnië en Herzegovina | 0    | 1      | 0     | 1      |
| 18     | Ierland               | 0    | 0      | 2     | 2      |
| 19     | Bulgarije             | 0    | 0      | 1     | 1      |
| Totaal | Totaal                | 26   | 26     | 26    | 78     |

1970 ·
1971 ·
1972 ·
1973 ·
1974 ·
1975 ·
1976 ·
1977 ·
1978 ·
1979 ·
1980 ·
1981 ·
1982 ·
1983 ·
1984 ·
1985 · 
1986 · 
1987 · 
1988 · 
1989 · 
1990 · 
1992 · 
1994 · 
1996 · 
1998 · 
2000 · 
2002 · 
2005 · 
2007 · 
2009 ·
2011 ·
2013 ·
2015 ·
2017 ·
2019 ·
2021 ·
2023 ·
2025
Belgische medaillewinnaars · Nederlandse medaillewinnaars